# Утямыш-Гирей
Утямыш-Гирей (Отемиш Герай, Утемиш-Гирей; после крещения Александр Сафагиреевич; тат. Үтәмеш Гәрәй; ум. 11 (21) июня 1566) — казанский хан (1549—1551), сын Сафа-Гирея и Сююмбике.

## Биография
После неожиданной смерти отца Сафа-Гирея в 1549 году был возведён на престол в двухлетнем возрасте. При малолетнем хане регентшей была его мать Сююмбике. Так как был представителем крымской династии, после мятежа казанской знати против крымцев в 1551 году выдан казанцами вместе со своей матерью Сююмбике русским.
Сююмбике была выдана за касимовского, бывшего казанского правителя Шах-Али. А ребёнок воспитывался при дворе Ивана Грозного. Был крещён в Чудовом монастыре, получив имя Александр. В русских источниках именовался царем Александром. Несколько раз изображен в миниатюрах Лицевого летописного свода, в том числе в сцене похорон Анастасии Романовны.
В 1563 году царь Александр в составе государева полка царя Ивана Васильевича участвовал в походе на Полоцк, принадлежавший тогда Великому княжеству Литовскому.

Умер в двадцатилетнем возрасте, похоронен с царскими почестями — в Архангельском соборе Московского Кремля.

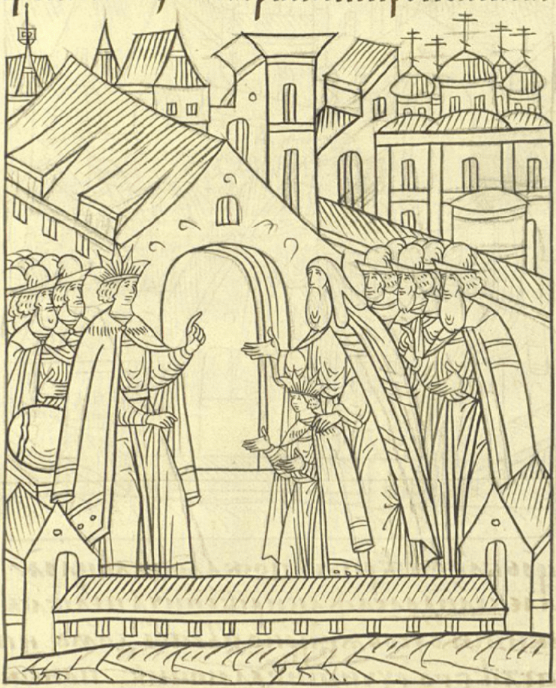
Макарий приводит Утямыш-Гирея к Ивану IV
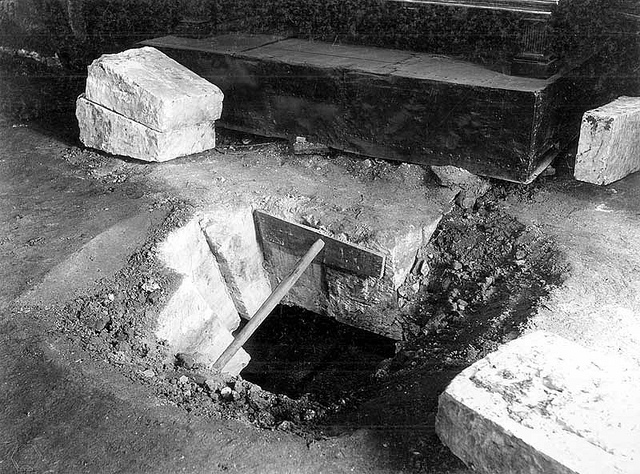
Архангельский собор. Склеп у юго-западного столба с северной стороны, где похоронен Казанский царевич, во св. крещении Александр Сафагиреевич. Из коллекций Музея архитектуры им. А. В. Щусева.

## В художественной литературе
- Фигурирует в детской исторической повести советского писателя В. Г. Яна «Никита и Микитка», где выведен другом главного героя, боярского сына, причём юность его отнесена к 1560-м годам.